# سیارک ۱۳۶۷۸
سیارک ۱۳۶۷۸ (به انگلیسی: 13678 Shimada، نامگذاری:1997NE11) سیزده هزار و ششصد و هفتاد و هشتمین سیارک کشف شده‌است که در ۶ ژوئیه ۱۹۹۷ کشف شد.
قدر مطلق سیارک برابر ۳۸.۹ است.